# Lina Allemano

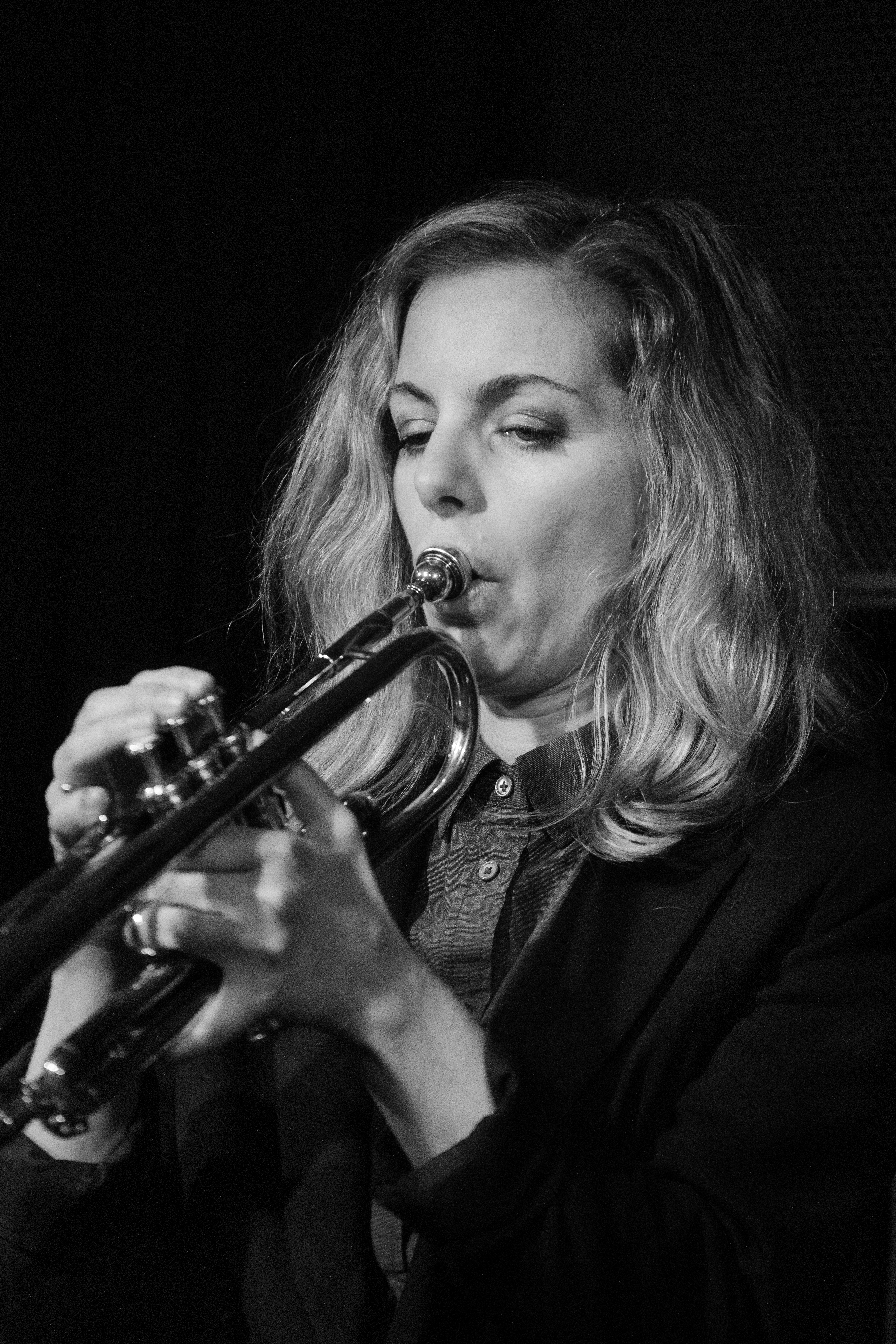
Lina Allemano im club W71, 2023

Lina Allemano (* 20. Oktober 1973 in Edmonton) ist eine kanadische Jazz- und Improvisationsmusikerin (Trompete, Komposition).

## Leben und Wirken
Lina Allemano, die in Edmonton aufwuchs, kam mit zehn Jahren zur Trompete; erste Unterweisungen erhielt sie von ihrem Vater (der sie auch mit dem Jazz vertraut machte) und mit zwölf Jahren klassischen Unterricht. Sie spielte ihre ersten Club-Konzerte mit 15 Jahren. Zum Studium zog sie 1993 von Edmonton nach Toronto. Dort wurde sie rasch Teil der lokalen Szene, trat aber auch mit Howard Johnson, Don Byron, Dave Holland, Mike Murley und Joe Lovano auf. Sie wurde zu Dave Douglas’ Festival of New Trumpet Music nach New York City eingeladen, wo sie mit Ingrid Jensen auftrat, wodurch Down Beat auf sie aufmerksam wurde (Artikel „25 Trumpeters for the Future: A New Generation of Trumpeters Pave the Way for Jazz’s Next Innovations“ 2007).

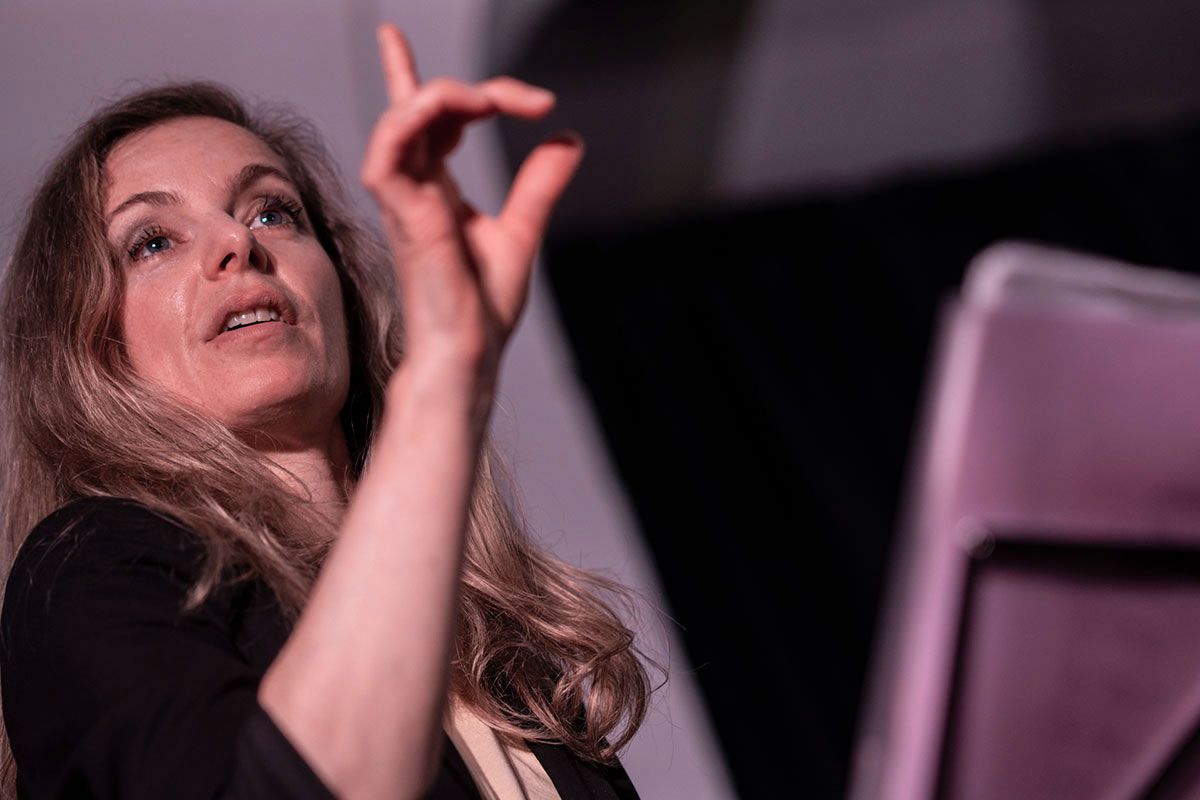
Lina Allemano, 2022

Allemano leitet ihr Quartett Lina Allemano Four, mit dem sie Free Jazz spielt und (bis 2021) sieben Alben vorgelegt hat. 2012 tourte sie mit dieser Gruppe, die von Kritikern schon mit Ornette Colemans legendärem Quartett mit Don Cherry verglichen wurde, in Europa; 2014 präsentierte sie sich dort mit Achim Kaufmann und Christian Weber. Sie komponiert „spannende Stücke, die zwischen Komplexität und anarchischer Freiheit oszillieren.“ Weiterhin leitet sie das Improvisationsensemble Titanium Riot, 2016 in der Besetzung Ryan Driver (Analogsynthesizer), Rob Clutton (E-Bass) und Nick Fraser (Schlagzeug). Auch gehört sie zum Paul Read Orchestra (PRO), Tim Posgates Hornband, den Cluttertones, dem Jane Fair/Rosemary Galloway-Quintet, dem Neufeld-Occhipinti Jazz Orchestra sowie Gruppen von Marianne Trudel, Achilla Orru, Rob Clutton, Victor Bateman und Tania Gill. Mit Baby Sommers großformatiger Brotherhood & Sisterhood gastierte sie 2023 bei JazzBaltica. Sie ist auf mehr als 25 Alben zu hören. 2023 legte Allemano mit Axel Dörner das Duoalbum Aphelia (Relative Pitch) vor.
Seit 2020 pendelt Lina Allemano zwischen Toronto und Berlin. Mit den Aktivitäten an diesen beiden Orten ist auch die Arbeit ihres 2003 gegründeten Labels Lumo Records verknüpft.

## Diskographische Hinweise
- Lina Allemano’s Titanium Riot:  Kiss the Brain (2014)
- Lina Allemano’s Titanium Riot: Squish It! (Lumo Records, 2017)
- Glimmer Glammer, solo trumpet (Lumo Records, 2020)
- Lina Allemano’s Ohrenschmaus: Rats and Mice (Lumo Records, 2020), mit Dan Peter Sundland, Michael Griener
- Lina Allemano, John Dikeman, Leo Svirsy, Marcos Baggiani: The 2nd Path to NowHere (2021)
- Lina Allemano Four: Vegetables (2021, mit Brodie West, Andrew Downing, Nick Fraser)
- Lina Allemano Four: Pipe Dream (2023)
- Canons (2023)

## Preise und Auszeichnungen
Allemano hat 2005 National Jazz Awards in Kanada als „Trompeter des Jahres“ und „Rising Star“ erhalten. Im selben Jahr wurde sie für die Canadian Independent Music Awards als „berühmter Jazzkünstler“ nominiert.